# واندا غيرتز
واندا غيرتز (بالبولندية: Wanda Gertz)‏ هي عسكري بولندية، ولدت في 13 أبريل 1896 في وارسو في بولندا، وتوفيت في 10 نوفمبر 1958 في لندن في المملكة المتحدة.